# TAKAKO UEHARA ON REEL - CLIPS&MORE
TAKAKO UEHARA ON REEL - CLIPS&MORE♥（タカコ・ウエハラ・オン・リール クリップス・アンド・モア）は日本の女性歌手上原多香子の2本目のビデオクリップ集である。

## 解説
- 2003年3月19日にSONIC GROOVEよりリリースされた。
- シングル・DVD・アルバム3週連続リリースの第2弾。
- hiroの2ndビデオクリップ集『Naked and True Clips』と同時発売された。
- 4枚のシングル曲のビデオクリップを収録している。

## 収録曲
MAIN MENU
1. Kiss you 情熱
  - 5thシングル
2. GLORY-君がいるから-
  - 6thシングル
3. Air
  - 7thシングル
4. Make-up Shadow
  - 8thシングル
5. Making of Make-up Shadow
6. TAKA in PARIS
  - パリでのオフショット映像など

BONUS MENU
1. MOVIE PHOTO GALLERY
2. TAKA'S MEMORY (FROM17～)

## 作品情報
AVBD-16033 ￥3,150